# Mitchell-erdőcsillag
A Michell-erdőcsillag (Calliphlox mitchellii) a madarak (Aves) osztályába, ezen belül a  sarlósfecske-alakúak (Apodiformes) rendjéhez és a kolibrifélék (Trochilidae) családjához tartozó faj.

## Rendszerezése
A fajt George Newbold Lawrence angol ornitológus írta le 1867-ben, a Trochilus nembe Trochilus Mitchellii néven. Egyes szervezetek a Philodice nembe sorolják Philodice mitchellii néven.

## Előfordulása
Panama, Ecuador és Kolumbia területén honos. A természetes élőhelye szubtrópusi és trópusi síkvidéki- és hegyi erdők, valamint erősen leromlott egykori erdők. Magassági vonuló.

## Megjelenése
Testhossza 7–7,5 centiméter, testtömege 3–3,3 gramm.
|  |  |

## Életmódja
Főleg nektárral táplálkozik, de fogyaszt rovarokat is.

## Természetvédelmi helyzete
Az elterjedési területe nem nagy, egyedszáma viszont stabil. A Természetvédelmi Világszövetség Vörös listáján nem veszélyeztetett fajként szerepel.